# Drew Tyler Bell
Drew Tyler Bell (Indiana, 29 de janeiro de 1986) é um ator e cantor estadunidense, mais conhecido por seu trabalho em The Bold and the Beautiful. Entre outros trabalhos importantes, podemos destacar o filme independente State's Evidence, que foi lançado no festival de cinema de Sundance, Jeepers Creepers II, sua estréia no cinema, e All About Us, onde ganhou seu primeiro papel na televisão.

## Filmografia

### Televisão
- 2009 The Bold and the Beautiful como Thomas Hamilton Forrester
- 2009 CSI: Miami como Steve Emerson
- 2009 CSI: Crime Scene Investigation como Max Stanton
- 2008 Desperate Housewives como Charlie
- 2008 The Middleman como Pip
- 2006 Standoff como Chuck Langdon
- 2003 Jake 2.0 como Jerry Foley
- 2001 All About Us como Ethan

### Cinema
- 2007 The Seeker: The Dark Is Rising como James Stanton
- 2007 Her Best Move como Josh
- 2006 State's Evidence como Rick
- 2006 Love's Abiding Joy como Jeff LaHaye
- 2003 Jeepers Creepers 2 como Jonny Young
- 2001 Without Charlie como Marty